# Heraklij
Flavij Heraklij Avgust (grško Φλάβιος Ἡράκλειος, latinizirano: Flávios Irákleios), po poreklu Armenec, je bil od 5. oktobra 610 do 11. februarja 641 cesar Bizantinskega cesarstva, * okoli 575, Kapadokija, Bizantinsko cesarstvo, † 11. februar 641, Konstantinopel, Bizantinsko cesarstvo 
Na oblasti je bil več kot trideset let. Njegova zasluga je, da se je v Bizantinskem cesarstvu opustila raba latinščine, da je na njeno mesto kot uradni jezik stopila grščina in da je prišlo do obsežne helenizacije cesarstva. Njegov vzpon na oblast se je začel leta 608, ko se je skupaj z očetom, ki je bil tudi Heraklij in je bil podkralj Afriškega ekzarhata, uspešno vodil upor proti osovraženemu uzurpatorju, cesarju Fokasu (Flavij Fokas Avgust). 
Med njegovim vladanjem je bilo več obsežnih vojnih pohodov. Ko je leta 610 prišel na prestol, se je najprej spopadel s Sasanidi, ki jim je vladal kralj Kozrav II. Prve bitke so se končale s Heraklijevimi porazi in Perzijci so prodrli do samega Konstantinopla. Perzijska vojska je mesto napadla z vzhoda, vojska Avarov, Slovanov in Bolgarov pa istočasno z zahoda in z morja. Herakliju se je zaradi mogočnega mestnega obzidja in močne mornarice uspelo izogniti popolnemu porazu. Kmalu zatem je sprožil politično kampanjo za reformo armade. Po uspešno opravljeni reformi je leta 627 vdrl na perzijsko ozemlje in v bitka pri Ninivah zlomil perzijsko vojsko. Poraz je tako oslabil Sasanidsko cesarstvo, da se ni moglo uspešno upreti kasnejšemu napadu islamskih sil. 
Heraklij je bil prvi bizantinski cesar, ki se je spopadel z muslimani. Po zmagi nad Sasanidi je začel cesarstvo ogrožati nov sovražnik, islam. Islamske sile so zlahka premagale Perzijce in leta 634 vdrle v Sirijo, kjer so porazile Heraklijevega brata Teodorja. Heraklij je po nizu vojaških spopadov izgubil Sirijo, Arabci pa so nato v kratkem času zasedli Mezopotamijo, Armenijo in Egipt. 
Na verskem področju je bil Heraklij gonilna sila pokristjanjevanja ljudstev, ki so prodirala na Balkan. Papež Janez IV. (640-642) je na njegovo zahtevo poslal krščanske učitelje in misijonarje v novo hrvaško provinco Dalmacijo, ki jo je ustanovil knez Porga in njegovo pleme, ki je prakticiralo slovansko poganstvo. Poskušal je popraviti posledice razkola v krščanski cerkvi, ki je nastal zaradi monofizitov, tako da je promoviral kompromisno doktrino monoteletstvo. Monotelrtstvo sta obe sprti strani zavrnili kot heretično. 

## Poreklo
Heraklij je bil najstarejši sin Heraklija Starejšega in Epifanije. Očetu vsi priznavajo armensko poreklo, mati Epifanija pa je bila verjetno iz Kapadokije. Za  Heraklija velja, da je verjetno ali domnevno od otroštva govoril armensko in grško, vendar tudi to ni zanesljivo.  O njegovem poreklu je vsekakor znano zelo malo. Njegov oče je bil leta 590 ključni general med vojno cesarja Mavricija s šahom Bahramom Čobinom, uzurpatorjem Sasanidskega cesarstva. Po vojni je Mavricij imenoval Heraklija Starejšega na položaj ekzarha Afrike.

## Upor proti Fokasu in prihod na prestol
Leta 608 je Heraklij starejši odpovedal zvestobo cesarju Fokasu, ki je pred šestimi leti strmoglavil Mavricija. Uporniki so izdali kovance, na katerih sta bila oba Heraklija oblečena v hipatosa, čeprav nobeden od njiju takrat ni izrecno zahteval cesarskega naslova. Heraklijev mlajši bratranec Niketa je začel kopensko invazijo na Egipt in leta 609 je premagal Fokasovega generala Bonosa. Heraklij mlajši je medtem z drugo vojsko odplul proti Konstantinoplu. Ko je prišel do tja, so ekskubitorji, elitna cesarska garda pod poveljstvom Fokasovega zeta Priska, prestopili na njegovo stran in Heraklij je brez resnega odpora vstopil v mesto ter ujel in obglavil Fokasa. .   
5. oktobra 610 je bil Heraklij kronan v kapeli sv. Štefana v Veliki palači. Potem se je poročil s Fabijo, ki se je preimenovala v Evdokijo. Po njeni smrti leta 612 se je leta 613 poročil s svojo nečakinjo Martino. Njegov drugi zakon je bil incestozen in zato zelo nepriljubljen. Med vladanjem Heraklijevih sinov naj bi Martina postala center moči in političnih spletk. Kljub vsesplošnemu sovraštvu do nje, je Heraklij zavrnil zahtevo patriarha Sergija, da bi se ločil.

## Bizatinsko-sasanidska vojna (602–628)

### Začetni perzijski uspehi
Med njegovimi balkanskimi pohodi je cesarja Mavricija in njegovo družino novembra 602 po uporu umoril Fokas.  Mavricij je na prestol Sasanidskega cesarstva vrnil Kozrava  II. in cesarja sta do Mavricijeve  smrti ostala prijatelja. Po njegovi smrti je Kozrav izkoristil priložnost za napad na Bizantinsko cesarstvo in ponovno osvojil Mezopotamijo. Na perzijskem dvoru je bil nekdo, ki je trdil, da je Mavricijev sin Teodozij, in Kozrav je od Bizantincev zahteval, da ga  sprejmejo za cesarja. 
V vojni so bili Perzijci sprva uspešni, deloma zaradi Fokasovega brutalnega zatiranja in nasledstvene krize, ki je nastala, ko je general Heraklij poslal svojega nečaka Niketa, da napade Egipt. Napad je Herakliju mlajšemu omogočil, da je leta 610 zahteval bizantinski prestol, in po prihodu v Konstantinopel odstavil tiranskega Fokasa.
V tem času so Perzijci osvojili tudi Kavkaz, leta 611 zavzeli Sirijo in vdrli v Anatolijo. Protinapad Bizantincev, ki ga je vodil Heraklij dve leti kasneje, sta pred Antiohijo odločilno odbila Šahrbaraz in Šahin in bizantinski protinapad je propadel. Perzijci so nato  opustošili dele Anatolije in zavzeli Kalcedon nasproti Konstantinopla ob Bosporju.
V naslednjem desetletju je Perzijcem uspelo osvojiti Palestino in do sredine leta 621 cel Egipt. Medtem so Slovani in Avari izkoristili krizo, preplavili Balkan in pripeljali cesarstvo na rob uničenja. Leta 613 je perzijska vojska s pomočjo Judov zavzela Damask, leta 614 Jeruzalem, poškodovala baziliko Božjega groba in zasegla pravi križ. Ko so Sasanidi  leta 615 dosegli Kalcedon, je bil Heraklij pripravljen odstopiti in dovoliti, da Bizantinsko cesarstvo postane Perziji podrejena država.  Kozrav II. je mirovno ponudbo zavrnil in aretiral Heraklijeve veleposlanike.
S Perzijci pred samimi vrati Konstantinopla je Heraklij razmišljal o tem, da bi zapustil mesto  in prestolnico preselil v Kartageno, vendar ga je močna cerkvena osebnost, patriarh Sergij, prepričal, naj ostane. Heraklij je bil za obzidjem Konstantinopla varen in je v zameno za mir ponudil perzijskemu šahu letni davek  tisoč talentov zlata, tisoč talentov srebra, tisoč svilenih oblačil, tisoč konj in tisoč devic. Mir mu je omogočil, da je obnovil vojsko cesarstva tako, da je zmanjšal nevojaške izdatke, razvrednotil valuto in s podporo patriarha Sergija pretopil cerkvene zaklade, da bi zbral potrebna sredstva za nadaljevanje vojne.

### Bizantinska protiofenziva in oživitev cesarstva
4. aprila 622 je Heraklij zapustil Konstantinopel in mesto zaupal Sergiju in generalu Bonu kot regentoma svojega sina. Svoje sile je zbral v Mali Aziji, verjetno v Bitiniji, in potem, ko jim je oživil porušeno moralo v vojski, sprožil novo protiofenzivo, ki je dobila značaj svete vojne. Vojska je kot svoj prapor nosila acheiropoieton – čudežno sveto ikono s podobo Kristusa, ki ni bila delo človeških rok.
Rimska vojska se je odpravila v Armenijo, porazila vojsko perzijskih zaveznikov Arabcev in nato še perzijsko vojsko pod Šahrbarazovim poveljstvom. Heraklijev pohod je trajal več let. 25. marca 624 je skupaj z družino ponovno zapustil Konstantinopel. 15. aprila je v Nikomediji praznoval Veliko noč in se nato odpravil na pohod na Kavkaz. V Armeniji je dosegel več zmag proti Kozravu II. in njegovim generalom Šahrbarazu, Šahinu in Šahraplakanu. Istega leta je Vizigotom uspelo ponovno zavzeti Kartageno, glavno mesto zahodne bizantinske province Španije, kar je povzročilo izgubo ene redkih manjših provinc, ki so jih osvojile vojske Justinijana I.  Leta 626 so Avari in Slovani ob podpori perzijske vojske oblegali Konstantinopel, a obleganje ni uspelo. Bizantinci so svojo zmago pripisali ikonam Device, ki jih je Sergij nosil v procesiji okoli mestnega obzidja. Medtem je drugo perzijsko vojsko pod Šahinovim poveljstvom porazil Heraklijev brat Teodor. 
Po razpadu perzijskih vojnih prizadevanj je Herakliju uspelo prepričati Gokturke iz Zahodnega turškega kaganata, da so vdrli v perzijsko Zakavkazje, in s spetkarjenjem dosegel, da je Kozrav II. ukazal usmrtiti generala  Šahrbaraza.  Konec leta 627 je sprožil zimsko ofenzivo v Mezopotamiji, kjer je kljub dezerterstvu svojih turških zaveznikov v bitki pri Ninivah premagal Perzijce pod Rahzadovim poveljstvom. Nadaljeval je pohod  proti jugu ob Tigrisu je oplenil Kozravovo Veliko palačo v Dastagirdu. Napad na Ktezifon mu je preprečilo uničenje mostov na kanalu Nahravan. Diskreditiranega Kozrava II. so zaradi vrste katastrof  strmoglavili in ubili v državnem udaru, ki ga je vodil njegov sin Kavad II. Slednji je takoj zaprosil za mir in se strinjal z umikom z vseh zasedenih ozemelj.  Leta 629 je Heraklij z veličastno slovesnostjo v Jeruzalem vrnil pravi križ.
Heraklij je po zmagi privzel starodavni perzijski vladarsli naziv "kralj kraljev". Kasneje se je od leta 629 imenoval basileus, se pravi "suveren". Ta naslov so bizantinski cesarji uporabljali še naslednjih 800 let. Razlog, da je Heraklij izbral ta naslov namesto prejšnjih rimskih, na primer Avgust, so nekateri poznavalci pripisali njegovemu armenskemu poreklu.
Heraklijeva zmaga nad Perzijci je končala vojno, ki je s prekinitvami trajala skoraj 400 let in povzročala nestabilnost v Perzijskem cesarstvu. Kavad II. je umrl le nekaj mesecev po prevzemu oblasti, kar je Perzijo pahnilo v večletne dinastične spore in državljansko vojno. Perzijski prestol so v nekaj mesecih drug za drugim zasedali Ardašir III., Heraklijev zaveznik Šahrbaraz ter Kozravovi hčerki Boran in Azarmidoht. Država se je stabilizirala šele potem, ko je leta 632 prestol nasledil Jazdegerd III., vnuk Kozrava II. Do  takrat je bilo Sasanidsko cesarstvo zelo neorganizirano, oslabljeno zaradi dolgoletne vojne in državljanskih sporov glede nasledstva prestola. Vojna je bila uničujoča tudi za Bizantince in imela dolgoletne posledice. V nekaj naseldnjih letih so obe cesarstvi premagali Arabci, kar je nazadnje privedlo do arabske osvojitve Perzije in padca Sasanidske dinastije leta 651.

## Bizantinsko-arabske vojne
Do leta 630 so Arabci združili vsa plemena Hidžaza, ki so bila prej preveč razdeljena, da bi Bizantincem ali Perzijcem predstavljala resno vojaško nevarnost. Arabci so ustvarili eno najmočnejših držav v regiji. Prvi spopad med Bizantinci in Arabci je bila bitka pri Mutahu septembra 629. Majhna skupina arabskih spopadnikov je napadla provinco Arabijo kot odgovor na smrt arabskega veleposlanika v bizantinski Arabiji. Napadalci so bili odbiti. Ker so v spopadu zmagali Bizantinci, ni bilo nobenega očitnega razloga za spremembe v vojaški organizaciji regije.  Rimska vojska ni imela izkušenj bojevati se z arabskimi vojskami v velikem obsegu. Podobno tudi islamske sile v Hidžazu niso imele predhodnih izkušenj z bojevanjem proti Bizantincem. Celo Mavricijev Strategikon, vojni priročnik, hvaljen zaradi opisa različnih sovražnikov, vojskovanja z Arabci na dolgi rok ni omenjal.  K vojaškim uspehom Arabcev v njegovih kampanjah proti Bizantincem  je veliko prispevala tudi njihova  verska gorečnost po naglem vzponu islama.
Naslednje leto so Arabci začeli ofenzivo v Arabah južno od Galilejskega jezera in zavzeli al-Karak. Zatem so napadli Negev in prodrli vse do Gaze. V bitki pri Jarmuku leta 636 so porazili veliko bizantinsko vojsko in v treh letih osvojili ves Levant. Do takrat, ko je Heraklij 11. februarja 641  zaradi bolezni umrl, so Arabci osvojili tudi večino Egipta.

## Zapuščina
Znanstveniki Herakliju pripisujejo številne dosežke. Povečal je cesarstvo in uspešno reorganiziral vlado in vojsko. Njegovi poskusi doseči  versko harmonijo so bili neuspešni,  uspelo pa mu je v Jeruzalem vrniti pravi križ, eno najsvetejših krščanskih relikvij. 

### Dosežki
Čeprav je ozemlje, pridobljeno z zmago nad Perzijci, izgubil med vojno z Arabci, Heraklij še vedno sodi med velike rimske cesarje. Njegove reforme vlade so zmanjšale korupcijo, ki se je razbohotila med Fokasovo vladavino. Zelo uspešno je reorganiziral tudi  vojsko. Reformirana cesarska vojska je zaustavila muslimane v Mali Aziji in obdržala Kartageno še nadaljnjih 60 let ter tako rešila jedro, iz katerega je bilo mogoče obnoviti močno cesarstvo.
Okrevanje vzhodnih območij Rimskega imperija, odvzetega Perzijcem,  je znova sprožilo problem verske enotnosti, ki se je osredotočal na razumevanje prave narave Jezusa Kristusa. Večina prebivalcev  vzhodnih provinc so tvorili monofiziti, ki so zavračali Kalcedonski koncil. Heraklij je poskušal promovirati kompromisno doktrino, imenovano monoteletstvo, ki sta jo obe sprti strani zavrnili kot heretično. Zaradi tega so nekateri kasnejši verski pisci na Heraklija gledali kot na heretika in slabega vladarja. Potem ko so pretežno monofizitske province dokončno osvojili muslimani, je monoteletstvo izgubilo svoj namen in je bilo sčasoma opuščeno.
Hrvati in Srbi v bizantinski Dalmaciji so vzpostavili diplomatske odnose s Heraklijem in postali podaniki Bizantinskega cesarstva. Srbi, ki so kratek čas živeli v Makedoniji, so na Heraklijevo zahtevo pred letom 626 postali federati in bili pokristjanjeni.
Herklij je ustanovil položaj sakelarija, nadzornika državne zakladnice. Do 20. stoletja je veljalo, da je on uvedel sistem vojaških okrožij (temata), dokler se ni ugotovilo, da ga je uvedel cesar Konstans II. v 660. letih.

### Vrnitev pravega križa
Zahodna Cerkev se je Heraklija dolgo spominjala po njegovi vrnitvi pravega križa, ki je bil v posesti Perzijcev. Perzijski kralj Kozrav II. je v zadnji fazi vojne z Bizantinci pobegnil iz svojega najljubšega prebivališča Dastagird blizu Bagdada. Medtem je nekaj perzijskih velikašev osvobodilo njegovega najstarejšega sina Kavada II. in ga razglasilo za kralja.  Smrtno bolnega Kavada je skrbela usoda njegovega mladoletnega sina Ardaširja, zato je prosil Heraklija, naj ga zaščiti in mu kot gesto dobre volje leta 628 s pogajalcem poslal pravi križ. Heraklij je 21. marca 629 ali 630 prinesel pravi križ v Jeruzalem. Med srednjeveškimi kristjani zahodne Evrope je zato veljal za "prvega križarja". 
Nekateri zgodovinarji se s to pripovedjo ne strinjajo. Profesor Constantin Zuckerman je šel celo tako daleč, da je trdil, da je bil pravi križ izgubljen in da je bil les v domnevno še zapečatenem relikvijaru, ki ga je Heraklij leta 629 prinesel v Jeruzalem, ponaredek. V njegovi analizi dogodkov  je potegavščina služila političnim namenom tako Heraklija kot njegovega nekdanjega sovražnika, perzijskega generala Šahrbaraza.

### Islamski pogled na Heraklija
V zgodnjih islamskih in arabskih zgodovinah je Heraklij najbolj priljubljen rimski cesar, o katerem se na dolgo razpravlja.
Utendi va Tambuka je epska pesnitev, nastala leta 1728 na otoku Pate ob obali današnje Kenije in opisuje vojne med muslimani in Bizantinci. V pesnitvi je Heraklij prikazan kot vladar, ki je zavrnil prerokovo prošnjo, naj se spreobrne v islam, in bil zato poražen.
V muslimanskem izročilu se nanj gleda kot na pravičnega vladarja velike pobožnosti, ki je imel neposreden stik z nastajajočimi islamskimi vojskami. Učenjak  Ibn Kathir (umrl 1373) je šel še dlje, ko je izjavil, da je bil "Heraklij eden od najmodrejših mož in med najbolj odločnimi, premetenimi, globokumnimi in samozavestnimi kralji. Rimljanom je vladal z velikim sijajem". Zgodovinarji, kot sta Nadia Maria El-Cheikh in Lawrence Conrad, ugotavljajo, da gredo islamske zgodovine celo tako daleč, da trdijo, da je Heraklij v primerjavah krščanstva in islama priznaval islam kot pravo vero in Mohameda kot njegovega preroka.
Islamski zgodovinarji pogosto navajajo pismo, ki naj bi ga Heraklij pisal Mohamedu:  
"Prejel sem vaše pismo z vašim veleposlanikom in pričam, da ste božji glasnik, ki ga najdemo v naši Novi zavezi. Jezus, Marijin sin, vas je oznanil."
Po muslimanskih virih, je poskušal Heraklij vladajoči razred svojega cesarstva spreobrniti v islam. Ker mu to zaradi prevelikega odpora ni uspelo, je začel trditi, da je samo preskušal trdnost njihove vere v Kristusa.
Večina zahodnih akademskih zgodovinarjev meni, da so takšne trditve pristranske in imajo majhno zgodovinsko vrednost. Razen tega trdijo, da vsi glasniki, ki jih je Mohamed poslal Herakliju, ne bi bili priznani kot njegovi in sprejeti pri cesarju.  Po Kaegiju ni nobenih dokazov izven islamskih virov,  da je Heraklij kdaj slišal za islam. Mogoče je tudi, da so on in njegovi svetovalci na muslimane gledali kot na judovsko ločino.

## Družina
Heraklij je bil poročen dvakrat: najprej s Fabijo Evdokijo in nato s svojo nečakinjo Martino. S Fabijo je imel dva otroka: 
- Evdoksijo Epifanijo in
- cesarja Konstantina III.

Z Martino je imel najmanj devet otrok, od katerih je bilo veliko bolehnih. Vsaj dva njena otroka sta bila invalida, kar je veljalo za kazen za nezakonitost njune zakonske zveze: Fabij je imel paraliziran vrat, Teodozij pa je bil gluhonem. Slednji se je poročil z Nike,  hčerko perzijskega generala Šahrbaraza ali s hčerko Heraklijevega bratranca Nikete. 
Dva Heraklijeva sinova sta kasneje postala cesarja: Evdokijin sin Heraklij Konstantin kot Konstantin III. in Martinin sin Heraklon. Konstantin je bil okronan za socesarja (avgusta) 22. januarja 613, star 8 mesecev. Heraklon je bil imenovan za cezarja 1. januarja 632, star 6 let. Za avgusta je bil okronan 4. julija 638.  Vladala sta nekaj mesecev leta 641, potem pa ju je konec leta nasledil Konstans II., sin Konstantina III. 
Heraklij je imel vsaj enega nezakonskega sina, Ivana Atalarika, ki se je zarotil proti očetu s svojim bratrancem Teodorom in armenskim plemičem Davidom Saharunijem. Ko je Heraklij odkril zaroto, je dal Atalariku odrezati nos in roke in ga izgnal na Prinkipo, enega od Prinčevih otokov.. S Teodorom so postopali enako. Izgnali so ga na Gaudomelete, verjetno na današnji otok Gozo, z dodatnimi navodili, naj se mu odreže nogo.
V zadnjih letih Heraklijevega življenja je postalo očitno, da poteka boj med Heraklijem Konstantinom in Martino, ki je poskušala postaviti na prestol svojega sina Heraklona. Ko je Heraklij umrl, je bilo cesarstvo zasnovano tako, da bi Heraklij Konstantin in Heraklon vladala skupaj z Martino kot cesarico.